# Sakshi Malik
Sakshi Malik, född den 3 september 1992 i Haryana, är en indisk brottare.
Hon tog OS-brons i lättvikt i samband med de olympiska tävlingarna i brottning 2016 i Rio de Janeiro.